# Zigmars Berkolds
Zigmars Berkolds (Limbaži, 23 luglio 1979) è un ex slittinista lettone.

## Biografia
Iniziò a gareggiare per la nazionale lettone nelle varie categorie giovanili nella specialità del doppio, senza però ottenere risultati di particolare rilievo.
A livello assoluto esordì in Coppa del Mondo nella stagione 1998/99; in carriera non riuscì a conquistare alcun podio in Coppa ed in classifica generale, come miglior risultato, si piazzò al ventitreesimo posto nella specialità del doppio nella stagione 1998/99 con Raimonds Irists.
Prese parte ad una edizione dei campionati mondiali, a Sigulda 2003, dove si aggiudicò una medaglia d'argento nella prova a squadre e finì in quattordicesima posizione nel doppio in coppia con Sandris Bērziņš.
Si ritirò dalle competizioni al termine della stagione 2004/05.

## Palmarès

### Mondiali
- 1 medaglia:
  - 1 argento (gara a squadre a Sigulda 2003).

### Coppa del Mondo
- Miglior piazzamento in classifica generale nel doppio: 23° nel 1998/99.